# Rhododendron pingbianense
Rhododendron pingbianense är en ljungväxtart som beskrevs av M.Y. Fang. Rhododendron pingbianense ingår i släktet rododendron, och familjen ljungväxter. Inga underarter finns listade i Catalogue of Life.